# Anton Fokin
Anton Fokin (Tashkent, Uzbekistán, 13 de noviembre de 1982) es un gimnasta artístico uzbeko, especialista en la prueba de barras paralelas, con la que ha logrado ser medallista de bronce en 2008.

## Carrera deportiva
En el Mundial de Stuttgart 2007 gana el bronce en paralelas, tras el surcoreano Kim Dae-eun y el esloveno Mitja Petkovšek, ambos con la medalla de oro.
En los JJ. OO. de Pekín 2008 consigue el bronce en paralelas, tras el chino Li Xiaopeng y el surcoreano Yoo Won-Chul (plata).